# بوبي دوسن
بوبي دوسن (بالإنجليزية: Bobby Dawson)‏ هو لاعب كرة القدم الكندية أمريكي، ولد في 18 فبراير 1966 في ساكرامنتو في الولايات المتحدة.

## وصلات خارجية
- بوبي دوسن على موقع JustSportsStats.com (الإنجليزية)
- بوبي دوسن على موقع كلية كرة القدم في سبورتس رفرنس.كوم (الإنجليزية)